# غيريت فولهابر
غيريت هندري فيكتور فولهابر (بالإندونيسية: Gerrit Faulhaber) هو لاعب وسط كرة قدم إندونيسي سابق، شارك مع منتخب الهند الشرقية الهولندية في كأس العالم 1938.

## وصلات خارجية
غيريت فولهابر على موقع الاتحاد الدولي (مؤرشف)  (الإنجليزية)
- غيريت فولهابر على موقع Soccerway.com (الإنجليزية)